# Залупья
Залупья — деревня в Котласском районе Архангельской области.

## География
Расположена на левом берегу Вычегды в Архангельской области, к северу от автодороги 11К-341 в 20 км к восток-северо-востоку от Коряжмы и в 49 км от Котласа, напротив посёлка Харитоново. С южной стороны деревни протекает река Нижняя Лупья (впадает в Вычегду в 3 км ниже по течению).
Ближайшие населённые пункты: Язинецкая Гора (1 км к югу, за Нижней Лупьей), Стража (1,5 км к востоку).

## История
Известна с 1710 года, когда упоминалась как деревня Залупецкая с одним пустым двором. До 2022 года деревня входила в Черёмушское сельское поселение до его упразднения.

## Население
| 2002 | 2010 | 2012 |
| ---- | ---- | ---- |
| 0    | →0   | →0   |